# Haruko Momoi
Haruko Momoi (japanska: 桃井 はるこ?, Momoi Haruko), född 14 december 1977 i Tokyo i Japan, sjunger i det japanska bandet UNDER17. Hennes beundrare kallar henne Halko. Det är ett smeknamn som hon gav sig själv och som har inspirerats av HAL 9000. Hon även en ofta anlitad röstskådespelare till animeproduktioner.